# Волоколамский кремль
Волоколамский кремль — несохранившаяся дерево-земляная крепость Волоколамска. В настоящее время на городище Волоколамского кремля среди хорошо сохранившихся земляных валов находится архитектурный ансамбль, включающий Воскресенский собор (XV век), Никольский собор (XIX век), колокольню в пять ярусов (XVIII век) с оградой конца XIX — начала XX века.

## История
Первоначальный Волок на Ламе был основан новгородцами в первой половине XII века и находился на реке Ламе около села Староволоцкого. Его предназначением был контроль над волоком между Волгой и Москвой-рекой. Позднее его перенесли на нынешнее место — на холм на берегу реки Городни, правого притока Ламы.
Первое летописное упоминание о Волоке относится к 1135 году. В 1178 году укреплённое поселение было сожжено князем Всеволодом Юрьевичем Большое Гнездо. Волок на Ламе являлся пограничной крепостью Великого Новгорода, охранявшей путь в Суздальскую, Черниговскую и Смоленскую земли, в связи с чем часто подвергался осадам и разорениям. В 1238 году Волок был разорён войсками Батыя, но вскоре отстроился заново. В 1293 году крепость была разорена Дюденевой ратью. В 1370 году Волок подвергся трёхдневной осаде со стороны литовских князей Ольгерда и Кейстута. Хотя посад был сожжён, кремль не был взят.
В 1462—1513 годах Волок являлся центром удельного Волоцкого княжества в составе Великого княжества Московского. В этот период в Волоцком кремле, ставшем княжеской резиденцией, был построен белокаменный Воскресенский собор — одно из лучших произведений русской архитектуры конца XV века. В XVI веке прежде богатый и многолюдный город во многом утратил былое значение, что было связано с перемещением торговых путей, прошедших мимо Волока. В Смутное время Волок не раз оказывался во власти мятежников и самозванцев. В 1611 году после изгнания литовцев осадный голова Никифор Шапилов поставил на городище крепкий новый острог. В 1612 году Волоцкий кремль выдержал осаду со стороны польско-литовских интервентов. В 1618 году к Волоку подступили лисовчики под началом пана Капыченского, но были разбиты в ожесточённом бою под стенами города.
В 1627 году в гарнизоне кремля состояли 40 стрельцов и 36 казаков. В следующем году обветшавшие укрепления перестроили. В 1685 году Волоколамская крепость сгорела дотла и более не восстанавливалась. В начале XIX века возведён комплекс зданий Присутственные места. Колокольня в пять ярусов строилась с XVIII века, но дважды значительно перестраивалась, последний раз в XIX веке. В 1853—1862 годах был построен Никольский собор, посвящённый памяти погибших в Крымской войне. Сегодня в храме размещаются фонды Волоколамского историко-архитектурного музея. В 1880-е годы была завершена резная ограда соборного комплекса с декоративными угловыми башнями. В начале XX века ограда была незначительно изменена. В 1988—1990 годы на восточной стороне вала археологическая экспедиция МГУ обнаружила следы деревянного заполота — забора кремля.

## Описание
Округлая площадка городища обнесена по периметру валом и возвышается над окружающей местностью на 10—17 м. При обследованиях зафиксированы отложения древнерусского (XII—XVII веков) и более раннего времени (V—IV веков до н. э.).
Волоколамский кремль находится в излучине реки Городни и первоначально имел небольшую площадь — около 1 га. Первоначальные укрепления состояли из рва и вала, на вершине которого стоял заполот — ограда из вертикально врытых на некотором расстоянии друг от друга столбов с горизонтально уложенными между ними брёвнами. Во второй половине XII века он был заменен на срубную стену. В первой половине XIV века территория детинца была значительно расширена (до 7 га) и обнесена кольцевым валом в виде неправильного овала высотой от 3 до 6 м. В XVI веке на валу устроили каменную и кирпичную вымостку для облегчения передвижения воинов в непогоду.
По описанию 1628 года Волоколамский кремль был обнесён рубленой стеной общей протяжённостью 405 сажен (850 м) с двумя проездными и девятью глухими башнями — Никольской (Воротной), Троицкой, Ильинской, Рождественской, Михайловской, Покровской, Поточной, Ивановской, Фроловской, Пыточной и «башней-быком у Ильинских ворот».
Земляные валы Волоколамского кремля достаточно хорошо сохранились до наших дней.